# Chủ nghĩa xã hội thị trường
Chủ nghĩa xã hội thị trường là một kiểu hệ thống kinh tế trong đó nền kinh tế thị trường được điều khiển bởi một bộ máy kế hoạch hóa tập trung nhằm nâng cao hiệu quả của thị trường. Chủ nghĩa xã hội thị trường còn được gọi là Con đường thứ ba (để phân biệt với hai con đường khác là kinh tế thị trường tự do (hay kinh tế thị trường tư bản chủ nghĩa) và kinh tế kế hoạch hóa xã hội chủ nghĩa.
Chủ nghĩa xã hội thị trường ngụ ý nói về những hệ thống kinh tế trong đó tư liệu sản xuất (means of production) được sở hữu toàn dân hay là sở hữu bởi các hợp tác xã hoạt động vì lợi nhuận trong một nền kinh tế thị trường (market economy). Lợi nhuận của các doanh nghiệp tham gia thị trường sẽ được dùng để trả lương cho nhân viên hoặc được sung vào công quỹ. Về mặt lý thuyết, sự khác biệt cơ bản giữa chủ nghĩa xã hội thị trường và chủ nghĩa xã hội truyền thống (tức là Kinh tế Kế hoạch hóa tập trung, còn gọi là kinh tế xã hội chủ nghĩa) là sự tồn tại của một thị trường điều phối phương tiện sản xuất và mọi máy móc thiết bị sản xuất.
Chủ nghĩa xã hội thị trường thường được biết đến với 3 hệ thống kinh tế sau đây, tuy có quan hệ gần gũi nhưng đặc trưng khác nhau rõ rệt.
Những hình thức ban đầu của Chủ nghĩa xã hội thị trường bao gồm những đề xuất những doanh nghiệp hợp tác xã hoạt động trong một nền kinh tế thị trường tự do, để cho các hình thức bóc lột được tiệt trừ và mỗi cá nhân có thể nhận được toàn bộ giá trị lao động, sản phẩm lao động do mình làm ra. Những hình thức sơ khai này thường được gọi là chủ nghĩa xã hội mô hình Ricardian, thuyết kinh tế tập thể (mutualists), vô chính phủ cá nhân (individualist anarchist) và chủ nghĩa công đoàn (syndicalists).
Sự tiến hóa trưởng thành của lý thuyết kinh tế tân cổ điển (neoclassical) đã đưa đến những đề xuất khác nhau của chủ nghĩa xã hội thị trường vào khoảng đầu thế kỷ 20. Những đề xuất này bao gồm những ngành công nghiệp do nhà nước làm chủ và một cơ quan ban hành kế hoạch tập trung cùng nhau áp đặt một loại giá sản phẩm bằng đúng với chi phí sản xuất sản phẩm, từ đó đạt được cân bằng tối ưu (pareto efficiency).
Chủ nghĩa xã hội thị trường cũng được dùng để nói đến một hệ thống kinh tế sử dụng hệ thống giá cả tự do (free price system) trong việc cấp phát và phân phối toàn thể nguồn lực, nguồn tài nguyên trong đó các ngành kinh tế "chiến lược" được nhà nước chiếm hữu và chi phối. Trong khuôn khổ mô hình này, nhà nước sẽ sử dung cơ chế thị trường để điều tiết hoạt động kinh tế, cũng giống như các nhà nước tư bản ảnh hưởng lên nền kinh tế tư bản, bao gồm việc sử dụng những quyết định hành chính tác động lên thị trường tự do theo hướng nhà nước mong muốn, thay vì để thị trường tư do tư điều tiết bởi các doanh nghiệp tham gia thị trường. Điều này cho phép những doanh nghiệp nhà nước hoạt động trong một môi trường phi tập trung hóa.
Chủ nghĩa xã hội thị trường đã có ảnh hưởng đến đường lối phát triển kinh tế của một số nước đang phát triển sau Chiến tranh thế giới thứ hai. Tuy nhiên sự can thiệp của nhà nước vào nền kinh tế cũng tạo ra rủi ro nền kinh tế sẽ không hoạt động hiệu quả hơn như mong muốn của nhà nước mà sự can thiệp đó sẽ bóp méo hệ thống giá cả dẫn đến mất cân bằng cung cầu hoặc gây ra sự phân bổ bất hợp lý các nguồn lực thậm chí triệt tiêu động lực tăng trưởng của nền kinh tế. Nhìn chung sự can thiệp của nhà nước cần được thực hiện một cách thận trọng dựa trên những hiểu biết vững chắc về hoạt động của thị trường với ý nghĩa là sự hỗ trợ cho thị trường nhằm tránh những thất bại của thị trường chứ không phải là nhà nước làm thay cho thị trường. Đến nay vẫn chưa có một cơ quan hoạch định chính sách hay kế hoạch hóa nào có thể thay thế cho thị trường trong việc quản lý các nguồn lực. Sự lạm dụng lý tính trong việc quản trị các nguồn lực của quốc gia với niềm tin rằng hiểu biết của một nhóm người có thể thay thế hiểu biết của toàn xã hội sẽ dẫn đến thất bại.

## Lịch sử
Những dạng sơ khai của chủ nghĩa xã hội thị trường được phát triển bởi Enrico Barone (1908) and Oskar R. Lange (c. 1936). Lange and Fred M. Taylor đề xuất những cơ quan kế hoạch trung ương xác định giá bằng phương thức "thử và sửa sai", để điều chỉnh giá mỗi khi xảy ra thiếu hụt (shortages) hoặc là thặng dư (surpluses) hơn là dựa vào một cơ chế định giá tự do (free price mechanism). Nếu xảy ra thiếu hụt thì nâng giá lên; nếu có thặng dư thì hạ giá xuống. Tăng giá sẽ khuyến khích doanh nghiệp gia tăng sản xuất, bởi ham muốn tăng lợi nhuận, và trong quá trình đó sẽ bù đắp mọi thiếu hụt. Giảm giá sẽ khiến cho doanh nghiệp cắt giảm sản xuất để tránh lỗ lã, theo đó sẽ chấm dứt tình trạng thặng dư. Như thế cũng giống như một kích thích "tác động bên ngoài" cho cơ chế thị trường. Bằng những tác động (quyết định hành chính) này, nhà nước có thể quản lý hữu hiệu cung và cầu của nền kinh tế. nhưng lại không thể hữu hiệu và hiệu quả như là trong một cơ chế thị trường tự do không bị tác động bởi các quyết định hành chính của nhà nước. Bởi lẽ, mọi quyết định của nhà nước đều phải tốn thời gian họp hành ra quyết định và vì thế cộng thêm một độ trễ cho sự hoạt động của thị trường, khiến hoạt động thị trường bị đình trệ dẫn đến rối loạn về giá, dẫn đến rối loạn cung cầu không theo ý nhà nước. Ngoài ra, các quyết định về giá còn bị ảnh hưởng bởi các cơ chế chính trị trong nội bộ nhà nước. Các doanh nghiệp tham gia thị trường bị khống chế lợi tức (không quá lời, cũng không quá lỗ) nên mọi hình thức sảng tạo, cải tiến sản phẩm, hoặc nghiên cứu cho ra đời sản phẩm mới đều bị triệt tiêu dẫn đến xã hội chậm phát triển khoa học kỹ thuật bị tụt hậu. Hơn nữa, các doanh nghiệp còn phải gánh chi phí của bộ máy định giá này, cho nên cũng không mấy mặn mà sản xuất, dẫn đến nền kinh tế trì trệ.
Những lý luận đầu tiên về chủ nghĩa xã hội thị trường được nhà kinh tế Enrico Barone người Ý nêu ra vào năm 1908 trong tác phẩm "Il Ministro della Produzione nello Stato Collettivista", tạp chi Giornale degli Economisti, số 2, tháng Chín-Mười, trang 267-293. Barone đã đưa ra một mô hình toán về một nền kinh tế tập thể, theo đó các quan hệ tiền tệ hàng hóa trong nền kinh tế đều có thể tính toán được và từ đó có thể điều chỉnh để sao cho phúc lợi tập thể đạt mức tối ưu.
Năm 1929, Fred Manville Taylor người Mỹ trong công trình "The Guidance of Production in a Socialist State," tạp chí American Economic Review, số 19(1), trang 1-8, đã nêu ra những điều kiện để nền kinh tế xã hội chủ nghĩa có thể, về mặt lý thuyết, đạt được hiệu quả trong phân phối nguồn lực.
Trên cơ sở mô hình của Barone, vào năm 1936 nhà kinh tế người Ba Lan Oskar Ryszard Lange đã công bố cuốn sách của mình mang tên Lý thuyết kinh tế về chủ nghĩa xã hội trong đó ông kết hợp kinh tế học Marxist với kinh tế học tân cổ điển. Lange ủng hộ việc sử dụng các công cụ thị trường (giá cả) và đồng thời ủng hộ việc kế hoạch hóa. Lange cho rằng các nhà làm kế hoạch có thể tính toán và đặt ra các mức giá và chờ đợi phản ứng của thị trường để điều chỉnh cho phù hợp. Như vậy nền kinh tế sẽ có hiệu quả cao hơn thay vì để cho thị trường quyết định hoàn toàn.
Abba Ptachya Lerner, nhà kinh tế người Anh gốc Do Thái, với tác phẩm The Economics of Control: Principles of Welfare Economics công bố năm 1944, cũng là một học giả đã có những đóng góp quan trọng vào việc đặt nền móng cho lý luận chủ nghĩa xã hội thị trường.
Một dạng thứ nhì của chủ nghĩa xã hội thị trường được gọi là "chủ nghĩa xã hội thị trường tự do" (free market socialism) bởi vì nó không cần các cơ quan làm kế hoạch tập trung hay định giá. Pierre-Joseph Proudhon phát triển một hệ thống trên lý thuyết gọi là lý thuyết kinh tế tập thể (mutualism), trong đó chỉ trích quyền sở hữu tài sản, trợ giá, công ty trách nhiệm hữu hạn, ngân hàng, và cho thuê. Proudhon hình dung ra một thị trường phi tập trung trong đó mọi người sẽ tham gia vào thị trường với nguồn lực như nhau, từ đó không còn thuê mướn nhân công, một dạng nô lệ có trả lương. Những người ủng hộ học thuyết này tin rằng các hợp tác xã, các liên minh tín dụng và các hình thức làm chủ tập thể khác của công nhân sẽ trở nên mạnh mẽ mà không chịu ảnh hưởng của nhà nước. Chủ nghĩa xã hội thị trường cũng còn được dùng để mô tả một vài bài viết về sự độc tài cá nhân trong đó lập luận rằng thị trường tự do sẽ tăng sức mạnh của công nhân và giảm ảnh hưởng của các nhà tư bản.
H.D.Dickinson đã viết 2 bài luận đề xuất một dạng khác của chủ nghĩa xã hội nhan đề "Price Formation in a Socialist Community" (Sự hình thành giá cả trong cộng đồng xã hội chủ nghĩa) - The Economic Journal 1933 và "The Problems of a Socialist Economy" (Những vấn đề của kinh tế xã hội chủ nghĩa) - The Economic Journal 1934. Dickinson đề xuất một giải pháp toán học theo đó những vấn đề của kinh tế xã hội chủ nghĩa có thể được xử lý bới một cơ quan kế hoạch trung ướng. Cơ quan kế hoạch trung ương này phải nắm bắt được những chỉ số thống kê chính xác của nền kinh tế, cũng như có khả năng dùng những con số thống kê này để hoạch định mọi kế hoạch sản xuất cho nền kinh tế. Nền kinh tế có thể được "diễn đạt" bằng một hệ thống những phương trình. Những nghiệm số của hệ phương trình này có thể được ứng dụng để áp đặt giá cho mọi thứ sản phẩm sản xuất ra theo kế hoạch tập trung của nền kinh tế này. Giá sẽ được áp đặt tương đương với chi phí sản xuất ra sản phẩm. Tuy nhiên, Hayek (1935) đã lý luận phản biện lại những đề xuất về diễn đạt nền kinh tế bằng những hệ phương trình như của Dickinson. Sau đó, Dickinson đã có những nghiên cứu dựa trên các đề xuất của cặp tác giả Lang-Taylor về thử nghiệm các hoạt động của thị trường bằng các phương pháp "thử và sửa sai" (trials and errors).
Khi đầu tư vốn (capital investment) do nhà nước chứ không phải do giới chủ doanh nghiệp quyết định, thì cơ quan kế hoạch trung ương sẽ dựa trên tiêu chí nào ? Những đề xuất của cặp tác giả Lange-Dickinson về chủ nghĩa xã hội thị trường đặt đầu tư vốn (capital investment) ra ngoài thị trường. Tác giả Lange (1926 trang 65) cho rằng cơ quan kế hoạch trung ương có thể chỉ định con số tỷ lệ tích lũy vốn (capital accumulation rates) theo phương thức chủ quan nào đó (arbitrarily). Lange và Dickinson đã tiên đoán những vấn đề của chủ nghĩa xã hội thị trường phát sinh từ những nguyên tắc hành chính. Theo Dickinson, "việc cố gắng kiểm soát những sự vô trách nhiêm sẽ khiến các nhà quản lý trong hệ thống doanh nghiệp xã hội chủ nghĩa bị bó buộc bởi những nguyên tắc nhiêu khê và những 'rừng' luật lệ hành chính đến nỗi khiến họ sẽ mất hết tất cả tự chủ và độc lập" (Dickinson 1938 trang 214). Trong tác phẩm nhan đề Economics of Control (1944) -tạm dịch Những nền Kinh tế của kiểm soát- tác giả Abba Lerner chấp nhận rằng đầu tư vốn (capital investment) sẽ bị chính trị - quyền lợi hóa trong nền kinh tế xã hội chủ nghĩa thị trường.
Mặc dù có tên gọi tương tự, nhưng 'chủ nghĩa xã hội thị trường' khác hẳn với những nền kinh tế thị trường xã hội chủ nghĩa (socialist market economy) đang được Trung Quốc thi hành, và cũng khác với nền kinh tế thị trường định hướng xã hội chủ nghĩa (Socialist-oriented market economy) đang được Việt Nam thi hành. Sự khác biệt là ở chỗ 'chủ nghĩa xã hội thị trường' sử dụng cơ chế thị trường (market mechanism) hoàn chỉnh hơn những cơ chế mang dáng dấp 'thị trường' ở Trung Quốc và Việt Nam.
Những người theo lý thuyết kinh tế xã hội chủ nghĩa thị trường lập luận rằng nền kinh tế này kết hợp được những ưu điểm của kinh tế thị trường (market economy) với những ưu điểm của kinh tế xã hội chủ nghĩa (socialist economics). Những mô hình được đề xuất bao gồm chủ nghĩa xã hội tem phiếu (coupon socialism) bởi nhà kinh tế John Roemer và dân chủ kinh tế (economic democracy) bởi triết gia David Schweickart.
Bardham và Roemer đề cập đến một dạng nữa của 'chủ nghĩa xã hội thị trường' gồm có 1 thị trường đặc biệt (giống như thị trường chứng khoán) dùng để phân phối vốn một cách công bằng cho các công nhân (người lao động). Trong thị trường vốn 'đặc biệt' này, không có 'cổ phiếu' nào sang tay để tránh tình trạng tập trung vốn vào tay nhà nước. Mô hình của Bardham và Roemer thoả mãn những yêu cầu chủ đạo của cả hai cơ chế: Xã hội chủ nghĩa (người lao động làm chủ mọi phương tiện sản xuất và làm chủ vốn) và Kinh tế thị trường (giá cả sẽ quyết định sự điều động & tập trung vốn đầu tư trong xã hội). Một kinh tế gia New Zealand, Steven O'Donnell, mở rộng dựa trên mô hình của Bardham và Roemer và chia nhỏ chức năng 'phân phối vốn' thành những hệ thống tự quản (tự quân bình) để ghi nhận và hoạt động dựa trên những hoạt động kinh doanh sáng tạo trong kinh tế thị trường xã hội chủ nghĩa. O'Donnell (2003) sáng tạo ra một mô hình có thể dùng cho những nền kinh tế chuyển tiếp (quá độ) và kết quả cho thấy: 'kinh tế xã hội chủ nghĩa thị trường' có tính chất ưu việt trong thời gian ngắn hạn để tạo dựng cơ sở hạ tầng, nền móng cần thiết để chuyển tiếp, quá độ đi lên 'kinh tế thị trường', bởi vì 'kinh tế xã hội chủ nghĩa thị trường' có nhiều nhân tố nội tại gây bất ổn về mặt lâu dài nên nó chỉ thích hợp trong một thời gian ngắn ngủi nhằm phục vụ mục đích chuyển tiếp.

## Lý thuyết
Những nền tảng cốt lõi của 'chủ nghĩa xã hội thị trường' là sự phủ định (giải pháp đối lại với) những sự tái phân phối giá trị thặng dư hiện diện trong hầu hết những phương thức sản xuất có dính dáng đến khai thác (hay bóc lột tùy tình huống đang thảo luận). Những lý thuyết về 'chủ nghĩa xã hội' có sự ưu ái dành cho cơ chế thị trường đã có từ lâu do các nhà kinh tế - xã hội học theo khuynh hướng Ricardian chủ xướng, và họ cổ súy cho một thị trường tự do kết hợp với những đặc tính của sở hữu nhà nước đối với tư liệu sản xuất.
Một nền tảng quan trọng cho những định nghĩa đầu tiên của 'chủ nghĩa xã hội thị trường' trên phương diện lý thuyết kinh tế là mô hình Lange (xem Lange Model), trong đó đề cập đến một nền kinh tế mà toàn bộ sản xuất được nhà nước tiến hành, nhưng các chức năng định giá lại theo cơ chế thị trường, và một nền kinh tế như thế có nhiều đặc điểm gần giống với kinh tế thị trường trong điều kiện cạnh tranh hoàn hảo tuyệt đối, còn gọi là đạt được hiệu suất Pareto (Pareto efficiency).

## Thực tế
Nhà nghiên cứu về khoa học quản trị Peter Drucker mô tả hệ thống quản lý quỹ phúc lợi xã hội của Mỹ được dùng để cung cấp vốn cho các thị trường tài chính như là một dạng "quỹ hưu trí xã hội chủ nghĩa" (pension fund socialism). William H. Simon đã nêu những đặc tính của 'quỹ hưu trí xã hội chủ nghĩa' của chính phủ Mỹ giống như là một dạng của 'chủ nghĩa xã hội thị trường' và kết luận rằng những đặc tính này rất có tiềm năng phát triển thêm nữa để được hoàn hảo hơn theo những nhà kinh tế - xã hội học đề xuất.

## Mô hình tương tự
'Chủ nghĩa xã hội thị trường' cũng được dùng để nói về các chủ trương kinh tế của các quốc gia áp dụng mô hình theo kiểu Liên Xô cũ (Soviet-style economy) khi các chủ trương này được áp dụng kèm theo những yếu tố của 'cơ chế thị trường' vào trong một nền kinh tế kế hoạch mệnh lệnh trung ương. Trong khuôn khổ này, "chủ nghĩa xã hội thị trường" đã được thử nghiệm vào những thập niên 1920 ở Liên Xô cũ như chính sách 'Kinh Tế Mới' (New Economic Policy hay NEP), nhưng không lâu sau đó đã bị từ bỏ. Sau này, những thành phần của "chủ nghĩa xã hội thị trường" được đưa vào Hungary và có cái tên lóng là 'cộng sản gu-lát' (goulash communism), Tiệp Khắc và Nam Tư (xem Titoism tạm dịch 'Chủ nghĩa Ti-tô') trong những thập niên 1970 và 1980. Hiện tại ở Lào và Việt Nam cũng tự gọi mình là theo hệ thống 'kinh tế thị trường định hướng xã hội chủ nghĩa'. Liên bang Xô Viết cũ cũng đã cố gắng đưa hệ thống kinh tế 'xã hội chủ nghĩa thị trường' trong các nỗ lực cải cách perestroika dưới thời Tổng bí thư Mikhail Gorbachev. Trong những giai đoạn về sau, cũng có nhiều thảo luận trong giới lãnh đạo cấp cao nhất về vai trò của chính phủ trong việc hình thành một thể chế kinh tế xã hội chủ nghĩa thị trường; tuy nhiên dường như các nhà lãnh đạo chính trị không đạt được thỏa thuận được đâu là ranh giới giữa 'chủ nghĩa xã hội' và đâu là ranh giới của 'cơ chế thị trường' trong mô hình kinh tế mới mẻ này.
Trong lịch sử, những dạng 'chủ nghĩa xã hội thị trường' như thế này đã thử cố gắng duy trì quyền nắm giữ của nhà nước trong tất cả mọi ngành đỉnh cao (mũi nhọn) của nền kinh tế như công nghiệp nặng, năng lượng, hạ tầng trong khi phân cấp phân quyền cho địa phương nhiều tự do, quyền hạn hơn trong việc quyết định những mặt còn lại theo cơ chế thị trường yêu cầu. Những hệ thống 'xã hội chủ nghĩa thị trường' kiểu này cũng cho phép hình thành sở hữu tư nhân và doanh nghiệp tư nhân trong lãnh vực dịch vụ và những ngành kinh tế thứ cấp khác. Thị trường dạng như thế đã được cho phép thử nghiệm để xác định giá của các mặt hàng tiêu dùng và nông sản, và nông dân được cho phép bán một phần hoặc toàn bộ sản lượng canh tác ra ngoài thị trường mở (open market) và được giữ lại một phần hoặc toàn bộ lợi nhuận như là một động lực kích thích họ gia tăng sản lượng và cải tiến quy trình sản xuất.

### Kinh tế thị trường xã hội chủ nghĩa
Đây là một khái niệm khác biệt rõ rệt với 'chủ nghĩa xã hội thị trường'. Kinh nghiệm của Trung Quốc với chủ nghĩa xã hội mang đặc điểm Trung quốc (Chủ nghĩa xã hội đặc sắc Trung Quốc) thường được đề cập đến như là 'kinh tế thị trường xã hội chủ nghĩa' trong đó những ngành kinh tế chủ chốt mang tính thống lĩnh vẫn được nhà nước nắm giữ, nhưng một phần khá lớn của cả kinh tế nhà nước và kinh tế tư nhân được điều phối bởi những cung cách giống như thị trường tự do, bao gồm 1 thị trường chứng khoán dùng để trao đổi các cổ phiếu và chứng chỉ quỹ. Theo mô hình này, thị quy tắc trường tự do sẽ điều tiết 'phần lớn' các hoạt động kinh tế, trừ những công tác kế hoạch mang tính chất hoạch định tầm vĩ mô, như vậy cơ chế thị trường sẽ quyết định những hoạt động kinh tế vi mô riêng lẻ cho từng công ty tư nhân hoặc công ty nhà nước. Mô hình này bao gồm một số lượng đáng kể các công ty tư nhân hoạt động lấy lợi nhuận là động lực, nhưng bị giới hạn ở lãnh vực hàng tiêu dùng và dịch vụ.
Hệ thống kế hoạch hóa trung ương mệnh lệnh bao gồm những chỉ tiêu về sản xuất và quota về sản lượng đã được thay thế bằng cơ chế thị trường trong phần lớn nền kinh tế, tuy rằng những tổng công ty nhà nước vẫn phải chịu ảnh hưởng của các chỉ tiêu do nhà nước ấn định. Một trong những thay đổi giữa hệ thế thống cũ (kinh tế hoạch định tập trung) và hệ thống kinh tế 'thị trường định hướng xã hội chủ nghĩa' là sự cổ phần hóa các công ty nhà nước hoặc các định chế nhà nước nhưng nhà nước vẫn trực tiếp quản lý hơn 150 tổng công ty sau khi đã cổ phần hóa. Đến cuối năm 2008, 3 tập đoàn lớn nhất Trung Quốc đã trở nên năng động hơn và đóng góp rất nhiều cho ngân sách nhà nước, cùng với lãnh vực kinh tế nhà nước đã dẫn đầu quá trình phục hồi tăng trưởng kinh tế trong năm 2009 sau cú sốc của khủng hoảng tài chính.. Tuy nhiên những chương trình kích cầu kinh tế có phần ưu đãi thành phần kinh tế nhà nước và kiểm soát lỏng lẻo quá trình bơm vốn kích cầu đã khiến nợ xấu trong toàn hệ thống tăng vọt những cuối năm 2011, cộng với lạm phát phi mã, đã khiến cho nền kinh tế Trung quốc lớn thứ 2 thế giới lâm vào khủng hoảng và mất ổn định.
Nước Cộng hòa xã hội chủ nghĩa Việt Nam cũng đã theo đuổi những cải tổ theo hướng thị trường từ năm 1986, với kết quả là một nền kinh tế thị trường định hướng xã hội chủ nghĩa, một hệ thống dùng những lực điều tiết của thị trường để phân phối chủ yếu là hàng tiêu dùng sản xuất bởi các công ty nhà nước, các hợp tác xã và các công ty tư nhân. Tuy nhiên các công ty nhà nước kinh doanh thiếu hiệu quả, tham nhũng thất thoát nhiều nên Việt Nam phải tái cơ cấu lại nền kinh tế theo hướng nhà nước chỉ sở hữu một số công ty lớn trong các lĩnh vực độc quyền tự nhiên.
Những người ủng hộ hệ thống kinh tế 'thị trường (định hướng) xã hội chủ nghĩa' lập luận dựa trên các khía cạnh của lý thuyết Marxist, nhận định rằng một nền kinh tế xã hội chủ nghĩa có kế hoạch hóa tập trung chỉ có thể hình thành bằng cách cho phép thành lập một nền kinh tế thị trường hàng hóa và để tự nó phát triển đến mức độ cao nhất và khi hoàn thành vai trò lịch sử của nó thì sẽ từ từ chuyển hóa sang kinh tế kế hoạch tập trung. Họ lập luận rằng nền kinh tế của Liên Xô (cũ) và những quốc gia theo Liên Xô (cũ) đã cố gắng chuyển đổi từ một nền kinh tế tự nhiên sang một nền kinh tế kế hoạch tập trung bằng những mệnh lệnh hành chính, mà không chuyển tiếp qua giai đoạn phát triển nền kinh tế thị trường. Những người ủng hộ hệ thống 'kinh tế thị trường định hướng xã hội chủ nghĩa' này đã cố gắng tách ra đứng riêng biệt với những người chủ trương 'kinh tế xã hội chủ nghĩa thị trường' và cho rằng những người chủ trương 'kinh tế xã hội chủ nghĩa thị trường' đã tin vào cơ chế thị trường là cơ chế duy nhất đưa nền kinh tế tiến lên chủ nghĩa xã hội vì lý do kinh tế kế hoạch tập trung là không hiệu quả và cũng không ai thích làm.